# Манжет

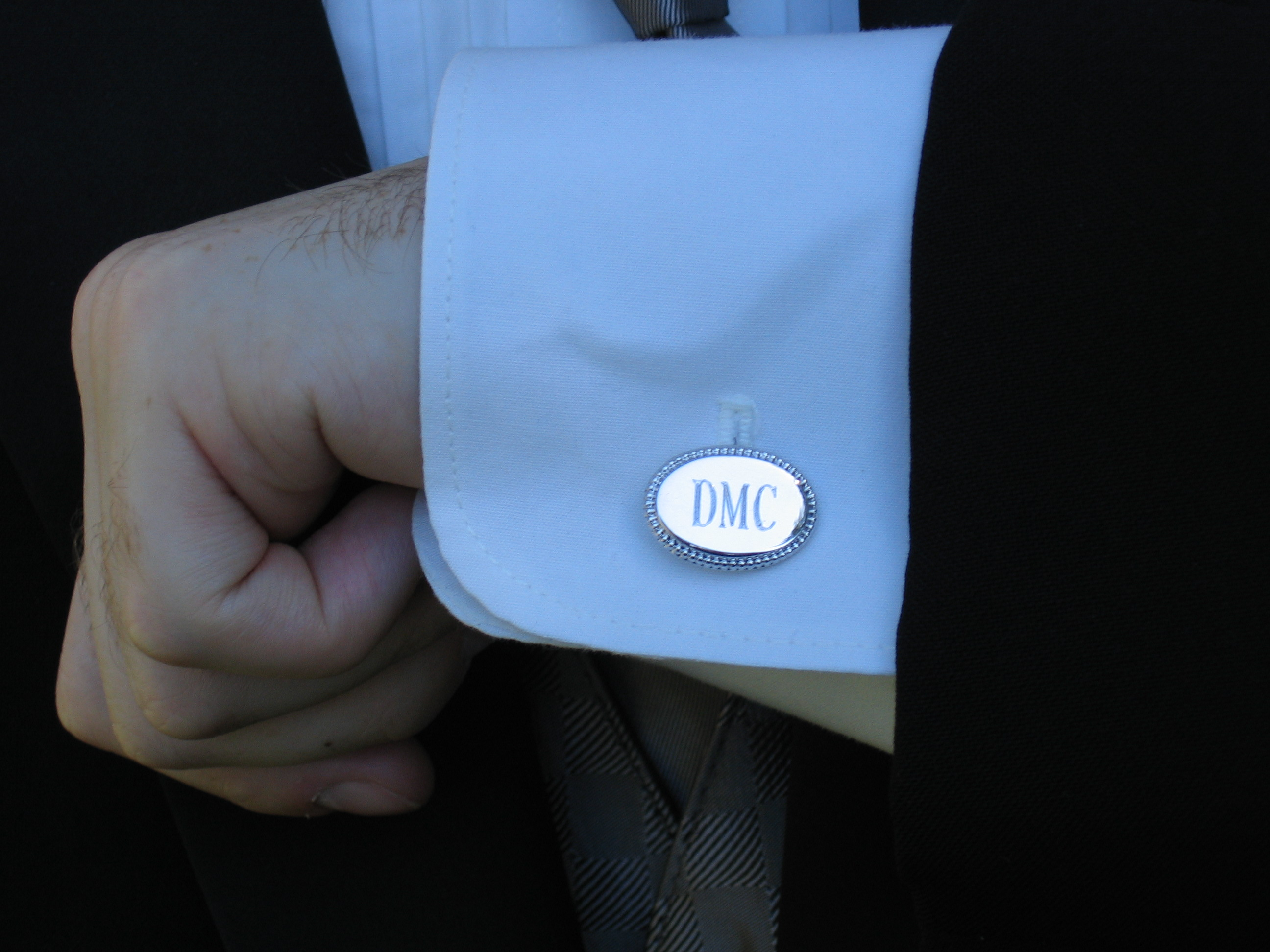
Манжет чоловічої сорочки з запонкою.

Манже́та або манжет (від фр. manchette — «рукавчик»), розм. чо́хла — кільцеподібне закінчення на зап'ясті рукава одягу або на кінці штанини. Зазвичай прямокутна частина тканини, що огортає руку і має застібку у вигляді ґудзика чи запонки. Ґудзиків може бути два або більше, але це властиве для жіночого одягу.

## Класифікація манжет
Спортивний манжет (або італійський)
Його вважають найпоширенішим. Один шар тканини огортає руку і має застібку у вигляді запонки, ґудзика (або кількох ґудзиків у жінок).
Комбінований манжет (або віденський)
Сорочку з такими манжетами вдягають чоловіки з фраком. Найбільше були поширені в 19 столітті. В 20 столітті сорочка і фрак вважаються фаховим одягом музикантів.
Подвійний манжет (або французький)
Це два шари тканини, що огортають кінець руки і мають застібку у вигляді запонки. Вважають найбільш офіційним варіантом манжет. За етикетом рукава таких сорочок не закатують. Сорочки з подвійними манжетами одягають виключно зі смокінгом.